# 곡성고등학교
곡성고등학교(谷城高等學校)는 대한민국 전라남도 곡성군 곡성읍 읍내리에 있는 공립 고등학교이다.

## 학교 연혁
- 1973년 3월 8일 : 곡성여자고등학교 개교
- 1991년 3월 1일 : 곡성고등학교로 교명 변경
- 2005년 3월 1일 : 석곡고등학교와 통합, 자율학교 지정
- 2005년 6월 15일 : 농어촌 적정규모 신축교사 준공
- 2010년 3월 1일 : 기숙형고등학교 지정
- 2013년 9월 1일 : 자율학교 지정
- 2022년 4월 14일 : 전남교육 기네스 선정
- 2024년 9월 1일 : 제18대 황태식 교장 부임
- 2025년 2월 5일 : 제50회 61명 졸업(총 7,252명)
- 2025년 3월 4일 : 신입생 입학(65명)

## 참고 자료
- 곡성고등학교 - 한국교육학술정보원 학교알리미